# Luis Flores Ocaranza
Luis Enrique Flores Ocaranza (Ciudad de México, México, 18 de julio de 1961), conocido como Luis Flores, es un exfutbolista y entrenador mexicano. Jugaba en la posición de delantero y se formó en los equipos del Pumas UNAM. En México, jugó también para Cruz Azul F. C., Atlas F. C. y C. D. Guadalajara; en España, militó en el Real Sporting de Gijón y el Valencia C. F.

## Trayectoria
Debutó en 1980 con el Pumas UNAM y, en 1986, se unió al Real Sporting de Gijón de la Primera División de España, donde debutó el 30 de agosto de 1986 en un partido contra el Athletic Club. En esa campaña logró marcar doce goles en treinta y un partidos. Al término de la misma, regresó a México para jugar una temporada más y, a continuación, volver de nuevo a España para formar parte de las filas del Valencia C. F., donde no logró tener tanto éxito marcando solamente tres goles en los mismos treinta y un encuentros. Flores fue campeón de Liga y campeón de la Copa Interamericana con la UNAM en la temporada 1980-81, además de haber sido máximo goleador en la temporada 1987-88 con veinticuatro tantos.
Tras abandonar el fútbol profesional, se desempeñó como entrenador de equipos como Pumas UNAM, del invierno 1996 al invierno 1997; Veracruz, en la Primera "A" de 1999; o el Atlético Celaya, en 2000. También ocupó el cargo de director deportivo del Club Necaxa en 2005.

## Selección nacional
Con la selección de fútbol de México debutó el 29 de noviembre de 1983. Fue uno de los seleccionados para disputar el Mundial de México 1986, fue subcampeón en la Copa América de Ecuador 1993 y participó en las eliminatorias mundialistas de Estados Unidos 1994. En total, jugó sesenta y dos encuentros y marcó veintinueve goles.

### Participaciones en Copas del Mundo
| Mundial                        | Sede   | Resultado        |
| ------------------------------ | ------ | ---------------- |
| Copa Mundial de Fútbol de 1986 | México | Cuartos de final |

### Participaciones en Copa América
| Torneo            | Sede    | Resultado  |
| ----------------- | ------- | ---------- |
| Copa América 1993 | Ecuador | Subcampeón |

## Clubes

### Como jugador
| Club                   | País   | Año       |
| ---------------------- | ------ | --------- |
| Pumas UNAM             | México | 1979-1986 |
| Real Sporting de Gijón | España | 1986-1987 |
| Pumas UNAM             | México | 1987-1988 |
| Valencia C. F.         | España | 1988-1989 |
| Cruz Azul F. C.        | México | 1989-1991 |
| Atlas F. C.            | México | 1991-1993 |
| C. D. Guadalajara      | México | 1993-1995 |

### Como entrenador
| Club            | País   | Año       |
| --------------- | ------ | --------- |
| Pumas UNAM      | México | 1996-1997 |
| Veracruz        | México | 1999      |
| Atlético Celaya | México | 2000      |

## Palmarés

### Distinciones individuales
| Distinción                           | Año     |
| ------------------------------------ | ------- |
| Campeón de goleo de la Liga mexicana | 1987-88 |